# Japonsko na Zimních olympijských hrách 1988
Japonsko na Zimních olympijských hrách 1988 reprezentovalo 48 sportovců (37 mužů a 11 žen) v 9 sportech.

## Medailisté
| Medaile | Jméno         | Sport          | Disciplína |
| ------- | ------------- | -------------- | ---------- |
| Bronz   | Akira Kuroiwa | Rychlobruslení | Muži 500 m |